# Saconin-et-Breuil
 Saconin-et-Breuil  là một xã ở tỉnh Aisne, vùng Hauts-de-France thuộc miền bắc nước Pháp.